# Екатериновский район (Северо-Кавказский край)
Екатериновский район — административно-территориальная единица, существовавшая в УССР и РСФСР в 1923—1926 годах. Административный центр — село Екатериновка.

## История
Постановлением Президиума Всеукраинского ЦИК от 7 марта 1923 года «Об административно-территориальном делении Донецкой губернии» в составе Таганрогского округа был образован Екатериновский район с центром в селе Екатериновка.
1 октября 1923 года Таганрогский округ, в состав которого входил Екатериновский район был передан Юго-Востоку России. В то же время северо-западная часть Екатериновского района осталась в составе Донецкой губернии УССР.
В составе Екатериновского района, вошедшего в состав Таганрогского округа Северо-Кавказского края значилось 10 сельсоветов, 170 населённых пунктов и Екатериновский райисполком. Сельсоветы: Анастасиевский, Васильево-Сысоевский, Григорьевский, Мало-Кирсановский, Новоселовский, Ново-Екатериновский, Платоновский, Поздневский, Покрово-Кирсановский,Слюсарево-Шурушовский.
Декретом ВЦИК от 2 августа 1926 года Екатериновский район был упразднён, а его территория распределена между Матвеево-Курганским и Фёдоровским районами Таганрогского округа Северо-Кавказского края.